# Привид у машині
«Привид у машині» (англ. Ghost in the Machine) — американський фантастичний фільм 1993 року.

## Сюжет
Карл Хопкінс працює в комп'ютерному магазині, також він є серійний вбивця на призвисько «Вбивця по записних книжках», який отримує імена своїх жертв з вкрадених адреснх книг. Террі Манро і її син Джош приходять в магазин, щоб купити програмне забезпечення, і продавець використовує телефонну книжку Террі щоб продемонструвати ручний сканер. Карл отримує копію, але під час поїздки до будинку Террі його машина злітає з дороги і перевертається. У той час як Карл проходить комп'ютерну томографію в лікарні, блискавка вдаряє у будівлю, і розум Карла перетворюється в електричну енергію. Після чого свідомість Карла переселяється в комп'ютер. Ставши істотою, що живе в електромережі і отримавши можливість керувати будь-якими електроприладами і комп'ютерними мережами, він вирішує продовжити свою смертоносну діяльність.

## У ролях
| Актор                 | Роль                    |
| --------------------- | ----------------------- |
| Карен Аллен           | Террі Манро             |
| Кріс Малкі            | Брем Влакер             |
| Тед Маркукс           | Карл Хопкінс            |
| Віл Хорнефф           | Джош Манро              |
| Джессіка Волтер       | Елейн Спенсер           |
| Брендон Квінтін Адамс | Фрейзер                 |
| Рік Дукомман          | Філ Стюарт              |
| Ненсі Фіш             | орендодавець Карла      |
| Джек Лофер            | Елліотт Міллер          |
| Шівон Деркін          | Керол Мейбаум           |
| Річард МакКензі       | Френк Меллорі           |
| Мімі Лібер            | Марта                   |
| Міккі Гілберт         | Міккі водій             |
| Кен Торлі             | продавець               |
| Карл Гебріел Йорк     | технік безпеки          |
| Річард Шифф           | технік сканера          |
| Клейтон Ленді         | Мел                     |
| Волтер Еддісон        | ветеран поліцейський    |
| Меттью Глейв          | новачок поліцейський    |
| Карліс Берк           | дівчина поліцейський    |
| Майкл ЛаГуардія       | поліцейський            |
| Чарльз Хогк           | поліцейський            |
| Кріс Елліс            | лейтенант               |
| Роберт Ламар Кемп     | яппі                    |
| Дом Магуілі           | доктор                  |
| Хаунай Мінн           | медсестра               |
| Чарльз Странскі       | поліцейський у дільниці |
| Алікс Коромзай        | дівчина панк            |
| Гелен Грінберг        | клієнт                  |
| Найджел Гіббс         | детектив                |
| Ендрю Вудворт         | голова безпеки          |
| Зак Файфер            | священик                |
| Дон Кіт Оппер         | людина в офісі          |
| Мітчелл Р. Парнс      | бармен                  |
| Едвіна Мур            | диктор новин            |
| Рік Скаррі            | диктор новин            |
| Чері Четирбок         | леді в чорному          |

## Виробництво
Трейлер фільму має сцени, які не увійшли у сам фільм. Крім цього, він поєднує музику 1987 р. з фільму «Хижак» і 1986 р. «Чужі».
Фільм отримав рейтинг R через сцени насильства і жахів.
Теглайни:
- «Підключіться у ваш найгірший кошмар».
- «Вони сказали, що вбивці краще померти. Вони були неправі».
- «Онлайн найближчим часом».

## Критика
Рейтинг на IMDb — 4,3/10.